# Amauromyza labiatarum
Amauromyza labiatarum är en tvåvingeart som beskrevs av Friedrich Georg Hendel 1920. Amauromyza labiatarum ingår i släktet Amauromyza och familjen minerarflugor. Arten är reproducerande i Sverige. Inga underarter finns listade i Catalogue of Life.